# کارلیای مرکزی
کارلیای مرکزی زیرمجموعه‌ای از کارلیای شمالی و یکی از ناحیه‌ها در فنلاند از سال ۲۰۰۹ است.

## شهرداری‌ها
| نشان ملی            | شهرداری             |
| ------------------- | ------------------- |
| Kiteen vaakuna      | کیته (شهر)          |
| Rääkkylän vaakuna   | رککوله (شهرداری)    |
| Tohmajärven vaakuna | توهمایروی (شهرداری) |